# فراتسانو
فراتسانو (بالإيطالية: Frazzanò)‏ هي بلدية في مقاطعة ميسينا في صقلية الإيطالية.

## السكان
في سنة 1861 بلغ عدد السكان 1٬125 نسمة، وتطور العدد ليصل في سنة 2011 لـ 755 نسمة.
يظهر هذا المخطط البياني تطور النمو السكاني لـ فراتسانو